# عارشة

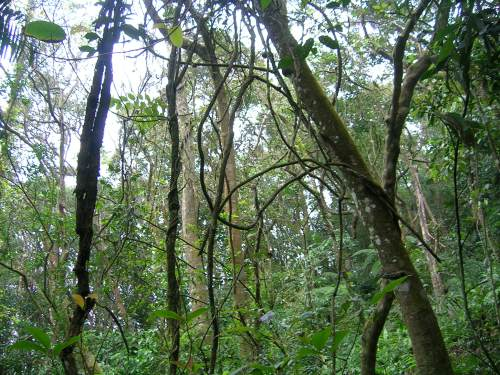
نبتة متسلقة متشابكة عبر غابة في الغاتس الغربية

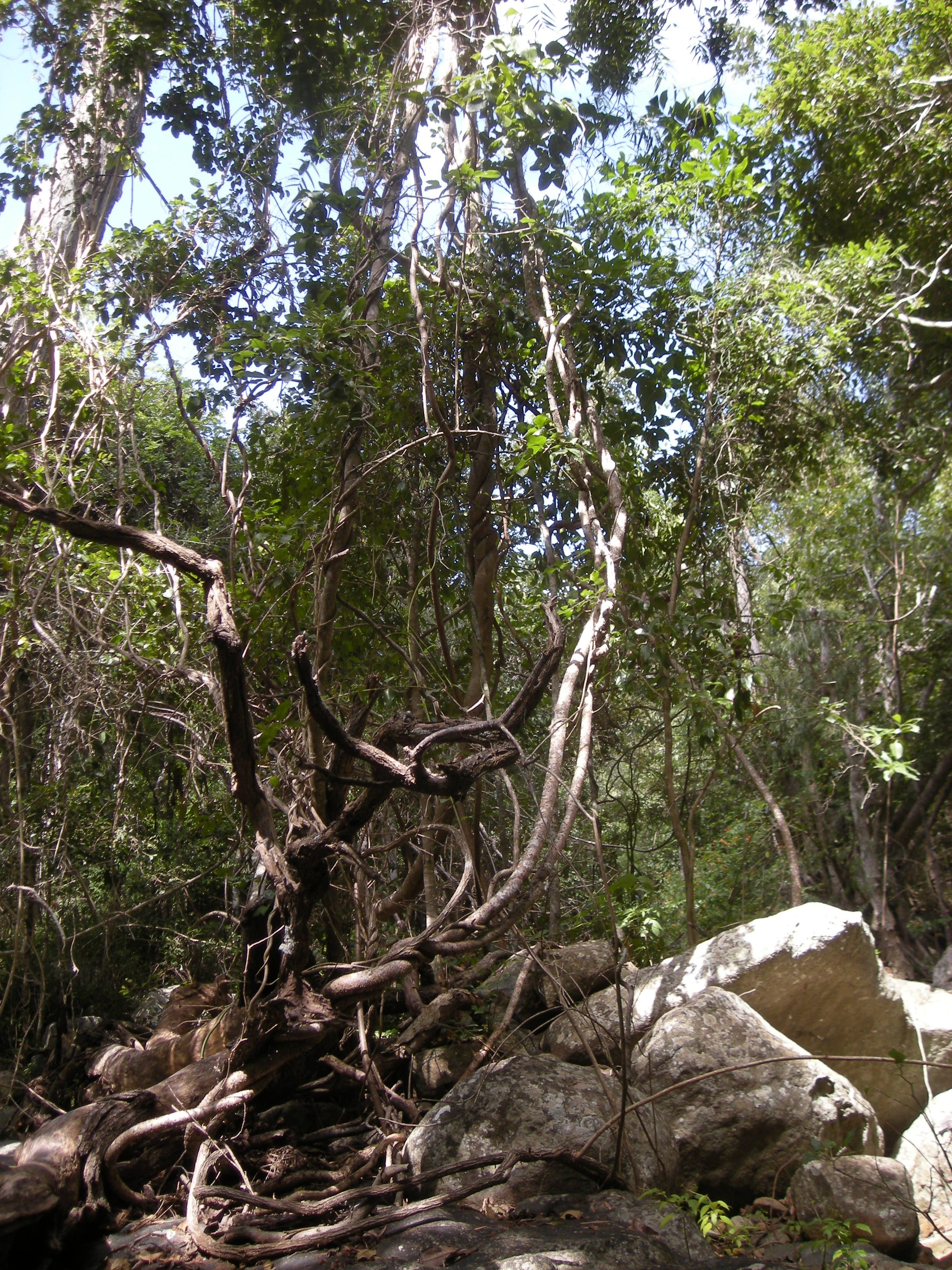
أنواع مختلطة متشابكة من النباتات العارشة، أستراليا الاستوائية.

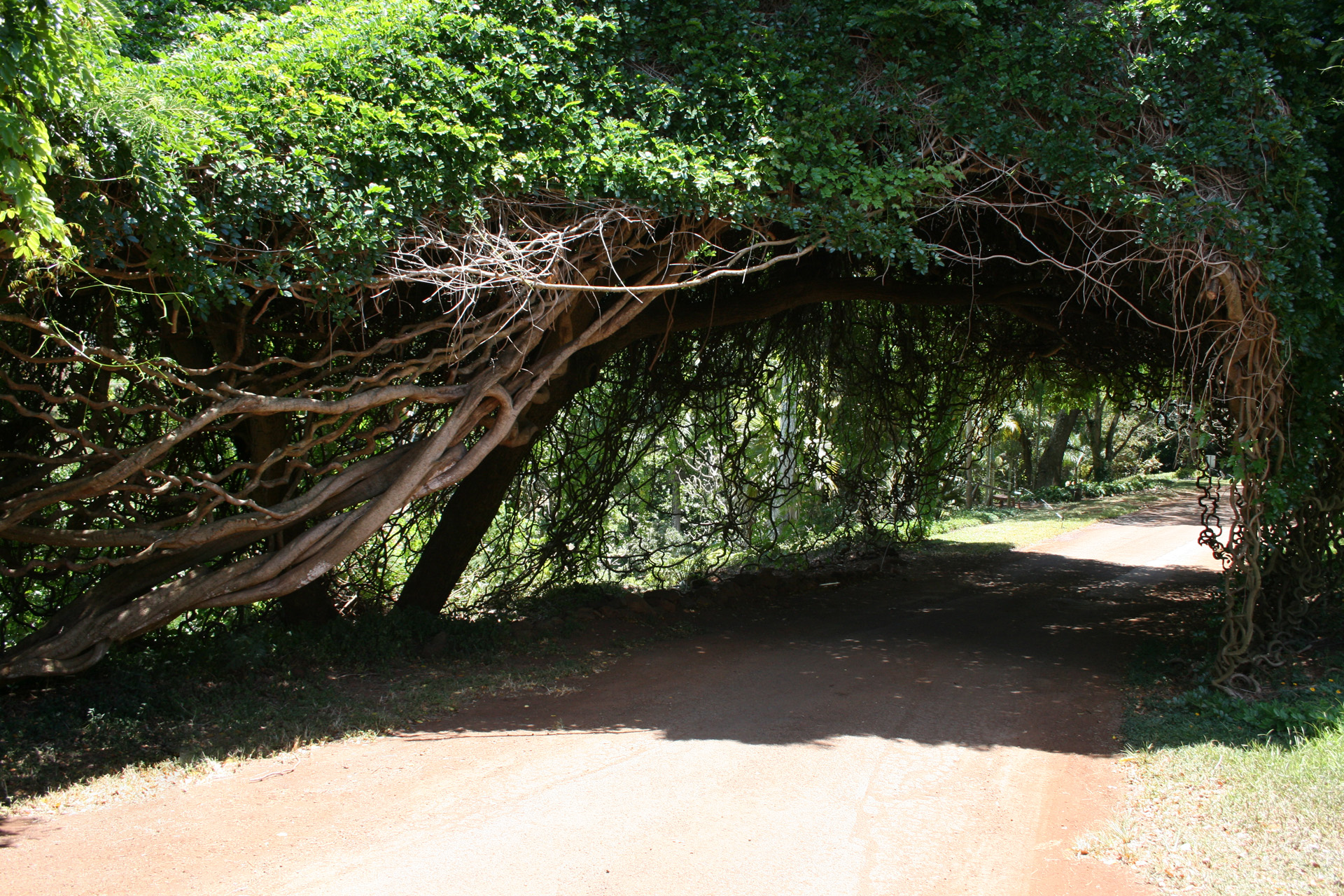
ظلة شَكلت سُلمًا للقرود من النبات المتسلق

العَارِشَة أو المتسلقة (بالإنجليزية: liana) هي نبتة معترِشَة أو متسلقية تتمتع بـ ساق نباتي طويل، والتي تتسم بأن جذورها تمتد في التربة على مستوى الأرض وتستخدم الأشجار، بالإضافة إلى وسائل الدعم الرأسية الأخرى، وذلك لتسلق الظلة للوصول إلى المناطق المضاءة جيدًا في الغابة. وتعد النباتات العارشة سمةً خاصة من سمات الغابات النفضية الاستوائية الرطبة والغابات المطيرة، بما في ذلك الغابات المطيرة المعتدلة. وهناك أيضًا النباتات العارشة التي تنمو في مناخ معتدل، مثل أعضاء جنس الظيان أو الكرمة (العنب البري). وغالبًا ما تشكل النباتات العارشة جسورًا وسط ظلات الغابة، وتربط الغابة بأكملها، وتوفر للحيوانات الشجرية الممرات عبر الغابة. وهذه الجسور يمكنها أيضًا حماية الأشجار الضعيفة من الرياح القوية. وكما تتعاون النباتات العارشة مع بعضها البعض، فهي أيضًا تتنافس مع أشجار الغابة في الحصول على ضوء الشمس وموارد التربة (الماء والمواد الغذائية). وتشمل النباتات العارشة المعروفة سلم القرد Entada gigas أو النبات المتسلق المائي (Cissus hypoglauca) أو أعضاء جنس (Doliocarpus)، لكنها ليس بوثوس التي يتم تصنيفها باعتبارها نباتا هوائيا أو نباتًا متسلقًا عشبيًا.
ولا يُعتبر مصطلح «النبتة العارشة» جمعًا تصنيفيًا، لكنه بالأحرى وصف لطريقة نمو النبات، وقد توجد النباتات العارشة في عدةِ فصائل نباتية مختلفة. وتستند إحدى طرق تمييز النباتات العارشة عن الأشجار والشجيرات على الصلابة، وعلى وجه التحديد، معامل يونغ للأجزاء المتعددة من ساق النبات. وتمتلك الأشجار والشجيرات غصينات صغيرة وفروعًا أصغر تتسم بأنها مرنة للغاية وأقدم في النمو مثل الجذوع وفروع أكبر أشد صلابة. وغالبًا ما يوجد للنبتة العارشة نمو صغير ونمو أكبر، في قاعدة ساق النبات، التي تعد أكثر مرونة.

## علم البيئة
تتنافس النباتات العارشة بشدةٍ مع الأشجار، مما يقلل من نمو الشجر وإعادة إنتاجه بشكلٍ كبير، وزيادة معدل موت الأشجار، ومنع النباتات الصغيرة من النمو، وتغيير دورة التجدد في الغابات. وتوفر النباتات العارشة طرقًا للدخول في ظلات الغابة للعديد من الحيوانات شجري، بما في ذلك النمل، واللافقاريات الأخرى المتعددة، والسحالي، والقوارض، والكسلان، والقرود، والليمور.وفي الغابات المطيرة الغربية لـ مدغشقر، على سبيل المثال، حققت العديد من سلائف القردة تنقلاً أكبر في شبكة النباتات العارشة المتدلية وسط أنواع الأشجار الرأسية. ويُفضَل العديد من حيوانات الليمور الأشجار التي يوجد بها نباتات متسلقة بسبب وجود مجثم لها (المكان الذي تبيت فيه) بها. كما توفر النباتات العارشة دعمًا للأشجار عندما تهُب رياحًا قوية. ومع ذلك، فهي تعتبر مدمِرةً، فحينما تسقط واحدة من الأشجار، فإن الاتصال الذي تقيمه النباتات العارشة قد يتسبب في سقوط العديد من الأشجار الأخرى.
وكما لاحظ تشارلز داروين، ولأن النباتات الأخرى تدعم النباتات العارشة، فهي تحافظ على الموارد التي يجب أن تخصصها النباتات الأخرى لتنمية البِنية وتستخدمها بدلاً من ذلك في النمو والتكاثر. وبصفةٍ عامة، تعتبر النباتات العارشة ضارة بالأشجار التي تدعمها: حيث تعد معدلات النمو أقل بالنسبةِ للأشجار التي توجد بها النباتات العارشة، فهي تُتلف الأشجار مباشرة عن طريق التآكل والخنق الميكانيكي؛ مما يجعل الأشجار المضيفة أكثر عرضةً لأضرار الجليد والرياح وتزيد من احتمالية سقوط الأشجار. كما تجعل النباتات العارشة ظلة الأشجار سهل الوصول إليها للحيوانات التي تأكل أوراق الشجر. وبسبب تلك الآثار السلبية، تتمتع الأشجار الخالية من النباتات العارشة بميزةٍ خاصة. ولقد طورت بعض الأنواع خصائص تساعدها على تجنب النباتات العارشة أو إسقاطها.